# Mátraderecske megállóhely
Mátraderecske megállóhely egy megszűnt Heves vármegyei megállóhely, Mátraderecske településen, melyet a MÁV üzemeltetett.

## Elhelyezkedése
A megálló Mátraderecske központjában található, 400-500 méterre a község főútjától.

## Vasútvonalak
A Kisterenye–Kál-Kápolna-vasútvonal egyik állomása volt, személyvonat utoljára 2007. március 3-án közlekedett.

## Kapcsolódó állomások
A vasútállomáshoz az alábbi állomások vannak a legközelebb:
- Recsk-Parádfürdő vasútállomás
- Mátraballa vasútállomás